# 矯正施設警備矯導隊
矯正施設警備矯導隊（きょうせいしせつけいひきょうどうたい、朝: 교정시설경비교도대）は、韓国で1981年から2012年まで矯正施設(監護所・拘置所・刑務所)に対する警備を行っていた準軍事組織である。矯正施設警備矯導隊の人員構成は、志願によらず徴兵された韓国陸軍の兵士が韓国法務部の割り当てにより配置された人数である。
普通の名称は警備矯導隊（けいひきょうどうたい、朝: 경비교도대）、略称は警矯隊（けいきょうたい、朝: 경교대）。

## 歴史
- 1981年 - 矯正施設警備矯導隊設置法[1]・同じ法の施行令制定[2]後、矯正施設警備備導隊が創設。
- 2011年 - 徴兵された兵士が最後の矯正施設警備矯導隊の隊員に転換されて服務。
- 2012年 - 最後の矯正施設警備矯導隊の隊員に転換された服務した隊員が除隊することにより、矯正施設警備備導隊が解体[3]。
- 2016年 - 矯正施設警備矯導隊設置法が廃止[4]。

## 選抜
志願によらず徴兵された韓国陸軍の基礎軍事訓練を終えた兵士の中で志願によらず転換して服務するものとして、法務部の矯正施設警備矯導隊に対する人員の割り当てによるものである。これは作戦戦闘警察の選抜方式と同じだ。

## 任務
- 矯正施設(監護所・拘置所・刑務所)に対する警備任務
  - 収容者に対する戒護(収容者の脱獄及び逃走の阻止など)
  - 矯正施設の中で収容者による暴力事態・暴動の鎮圧
- 武装共匪などの浸透を防ぐための作戦任務
- 刑務官の業務を補助

## 階級
階級は、韓国軍の階級の中で兵の階級に対応する。
- 特矯（とくきょう、朝: 특교）：下士の一部である一般下士に対応。
- 首矯（しゅきょう、朝: 수교）：兵長に対応。
- 上矯（じょうきょう、朝: 상교）：上等兵に対応。
- 一矯（いっきょう、朝: 일교）：一等兵に対応。
- 二矯（にきょう、朝: 이교）：二等兵に対応。

## その他
- 任務の中で刑務官の業務を補助だけど、実際には刑務官の業務と同じ業務を主に行った。
- 徴兵制度により志願によらず徴兵された兵士を刑務所などで服務させる韓国の矯正施設警備備導隊制度は、非軍事的目的の業務を徴兵制度によって強制する制度の一部(強制労働)として、国際労働機関の強制労働に関する条約に反すると指摘されている[6]。